# Deraeocoris hesperus
Deraeocoris hesperus är en insektsart som beskrevs av Knight 1921. Deraeocoris hesperus ingår i släktet Deraeocoris och familjen ängsskinnbaggar. Inga underarter finns listade i Catalogue of Life.